# Karl Carstens
Karl Carstens, född 14 december 1914 i Bremen, Tyskland, död 30 maj 1992 i Meckenheim, Nordrhein-Westfalen, Tyskland, var en tysk politiker som tillhörde kristdemokraterna (CDU).
1976–1979 var han talman (förbundsdagspresident) för den tyska förbundsdagen och mellan 1979 och 1984 var han förbundspresident i Förbundsrepubliken Tyskland.

## Biografi

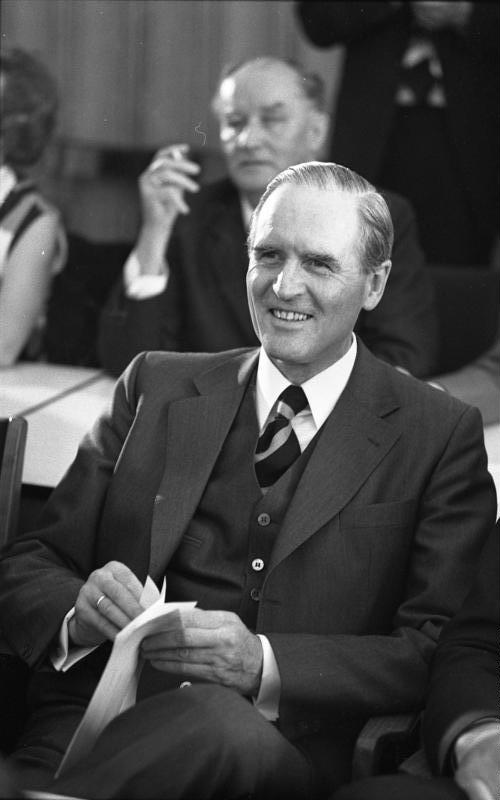
Karl Carstens, 1973

Carstens föddes i stadsdelen Schwachhausen i Bremen. Hans far stupade i första världskriget innan sonen föddes. Efter studenten 1933 började han studera juridik och statsvetenskap i Frankfurt am Main, Greifswald, Dijon, München, Königsberg och Hamburg. Han tog sin första juridiska statsexamen 1936 och sina andra 1939. 1938 promoverades han till Dr. jur. och började arbeta i Bremen. Han deltog i andra världskriget vid ett luftvärnsartilleri där han blev löjtnant. 1940-1945 var han medlem i NSDAP.
Efter kriget började han arbeta som advokat i Bremen. Han var 1945-1947 även periodvis verksam hos borgmästaren Theodor Spitta och var med och tog fram Bremens författning. 1948 började han studera vid Yale i New Haven där han tog en Masters of Laws 1949. 1949-1954 följde arbete som rättslig rådgivare hos senaten i Bremen och samtidigt var han lärare vid Kölns universitet. 1954 började hans karriär vid tyska utrikesdepartementet.
Han började som västtysk ständig representant vid Europarådet i Strasbourg och var sedan verksam vid tyska UD i Bonn. Han var expert för europafrågor och ställföreträdare för utrikesministern. 1958 övertog han avdelningen West I Europa. 1960 utnämndes han till professor.
Carstens var medlem av CDU sedan 1955. Hans politiska karriär tog vidare fart 1960 då han blev statssekreterare. 1966 följde statssekreterarposten i försvarsministeriet. 1968-1969 var Carstens chef för Bundeskanzleramt under Kurt Georg Kiesinger.
1972 blev han förbundsdagsledamot. Han var ordförande för CDU/CSU:s förbundsdagsgrupp 1973-1976 och utnämndes 1976 till förbundsdagens president. 23 maj 1979 valdes han till Tysklands femte förbundspresident som efterträdare till Walter Scheel.

## Utmärkelser
- Storofficer av Italienska republikens förtjänstorden,  19 december 1959[9]
- Storofficer av Kristi militärorden,  4 februari 1960[10]
- Hederstecken i silver och band av Österrikiska republikens förtjänstorden,  1962[11]
- Hedersmedborgare i Berlin,  1964
- Hedersmedborgare i Bonn,  1964
- Storkorsriddare av Republiken Italiens förtjänstorden,  8 augusti 1965[12]
- Storkors av Kristi militärorden,  13 oktober 1966[10]
- Förbundsrepubliken Tysklands förtjänstorden - storkors,  1976
- Stort hederstecken i guld med band av Österrikiska republikens förtjänstorden,  1977[11]
- Storkorset av Isabella den katolskas orden,  1977[13]
- Förbundsrepubliken Tysklands förtjänstorden - storkors av särskilda klassen,  1979
- Storkorsriddare med kedja av Republiken Italiens förtjänstorden,  18 september 1979[14]
- Storkedja av Sankt Jakobs Svärdsorden,  23 december 1980[10]
- Storkors med kedja av Karl III:s orden,  28 september 1981[15]
- Österrikiska republikens förtjänstorden i guld,  1982[11]
- Hedersdoktor vid Dijons universitet,  24 oktober 1983[4]
- Karlspriset,  31 maj 1984[16]
- Lucius D. Clay Medal,  1986
- Hanns Martin Schleyer-Preis,  1986
- Bayerska förtjänstorden[17]
- Jamaicaorden[18]

[Redigera Wikidata]